# 品川惠保
品川 惠保（しながわ しげほ、1948年 - ）は、日本の実業家、株式会社ユーキャン代表取締役会長、元社長、日本通信販売協会元会長、国際文化カレッジ理事長。

## 人物・経歴
1948年、東京都生まれ。1971年3月、立教大学卒業後、同年4月日本通信教育連盟（現ユーキャン）に入社。
1980年、同社代表取締役社長に就任。
2002年、「生涯学習のユーキャン」ブランドを立ち上げ、2006年には社名を株式会社ユーキャンに変更した。これまで中高年中心だった顧客ターゲットを、20～30代の若年層へとシフトさせ、話題性・ストーリー性を盛り込んだテレビCMキャンペーンやWebムービーを展開し、事業規模を拡大する。
1995年から公益社団法人日本通信販売協会副会長、2004年から2006年まで同会長を務めた。
ユーキャングループの公益財団法人国際文化カレッジ理事長として、文部科学省管轄の団体である一般財団法人社会通信教育協会の顧問も務める。